# 川本一之
川本 一之（かわもと かずゆき、1944年4月23日 - 2024年2月20日）は、日本の経営者。中国新聞社社長を務めた。

## 経歴・人物
広島県出身。1968年に岡山大学法文学部史学科を卒業し、同年に中国新聞社に入社した。1999年3月に取締役、2003年3月に常務、2005年3月に専務を経て、2006年3月に社長に就任した。2012年3月に副会長に退いた。
2024年2月20日午後11時3分、間質性肺炎のため広島市内の病院で死去。79歳没。